# S/2002 N 5
S/2002 N 5 — проградний нерегулярний супутник Нептуна. Він був відкритий 14 серпня 2002 року Метью Голманом, Джоном Кавеларсом, Томмі Гравом і Веслі Фрейзером за допомогою 4-метрового телескопа Віктора Бланко в обсерваторії Серро-Тололо в Чилі, потім втрачений і перевідкритий знову Скоттом Шеппардом 3 вересня 2021 року. Про відкриття S/2002 N 5 було оголошено 23 лютого 2024 року, коли була зібрана достатня кількість спостережень, щоб підтвердити орбіту супутника. S/2002 N 5 обертається навколо Нептуна на середній відстані понад 23 млн км і робить один оберт майже за 9 земних років.

## Відкриття
S/2002 N 5 вперше спостерігали 14 серпня 2002 року Метью Голман і його співробітники під час пошуку нерегулярних супутників Нептуна за допомогою 4-метрового телескопа Віктора Бланко в обсерваторії Серро-Тололо в Чилі:866. Команда Голмана змогла виявити цей слабкий супутник за допомогою техніки зсуву й додавання, коли вони зробили багато зображень телескопа з довгою експозицією, вирівняли їх відповідно до руху Нептуна, а потім додали їх разом, створивши одне глибоке зображення, яке показало супутники Нептуна як точкові джерела на фоні рухомих зір і галактик:865. Супутник отримав тимчасове позначення «c02N4» і був одним із найслабших з п'яти супутників Нептуна, які виявила команда Голмана під час своїх пошуків. Іншими чотирма супутниками, відкритими Голманом, були Галімеда, Сао, Лаомедея та Несо:866. Ці чотири супутники були успішно спостережені повторно, натомість як S/2002 N 5 був повторно спостережений лише один раз, 3 вересня 2002 року за допомогою 8,2-метрового Дуже великого телескопа в Європейській південній обсерваторії:866. Подальші спроби повторного спостереження S/2002 N 5 були безуспішними:866. Через невелику кількість спостережень орбіту S/2002 N 5 не вдалося підтвердити, і він став втраченим супутником:866.
S/2002 N 5 не спостерігався протягом 19 років з моменту останнього спостереження командою Голмана у вересні 2002 року. 3 вересня 2021 року Скотт Шеппард перевідкрив S/2002 N 5 під час пошуку нерегулярних супутників Нептуна за допомогою 6,5-метрового телескопа Бааде, одного з двох Магелланових телескопів в обсерваторії Лас-Кампанас у Чилі. Як і команда Голмана, Шеппард використовував техніку зсуву й додавання. З вересня 2021 року по листопад 2023 року Шеппард та його співробітники Девід Толен, Чад Трухільо та Патрік Ликавка проводили подальші спостереження за S/2002 N 5 за допомогою телескопа Бааде та 8,2-метрового телескопа Субару в Мауна-Кея на Гаваях, щоб визначити орбіту супутника та переконатися, що він не загубиться. Після завершення подальших спостережень Шеппарда, його команда змогла пов'язати супутник з першим його відкриттям в 2002 році. S/2002 N 5 і S/2021 N 1, ще один нерегулярний супутник Нептуна, відкритий командою Шеппарда, були підтверджені та оголошені Центром малих планет 23 лютого 2024 року, збільшивши число відомих супутників Нептуна з 14 до 16.

## Орбіта

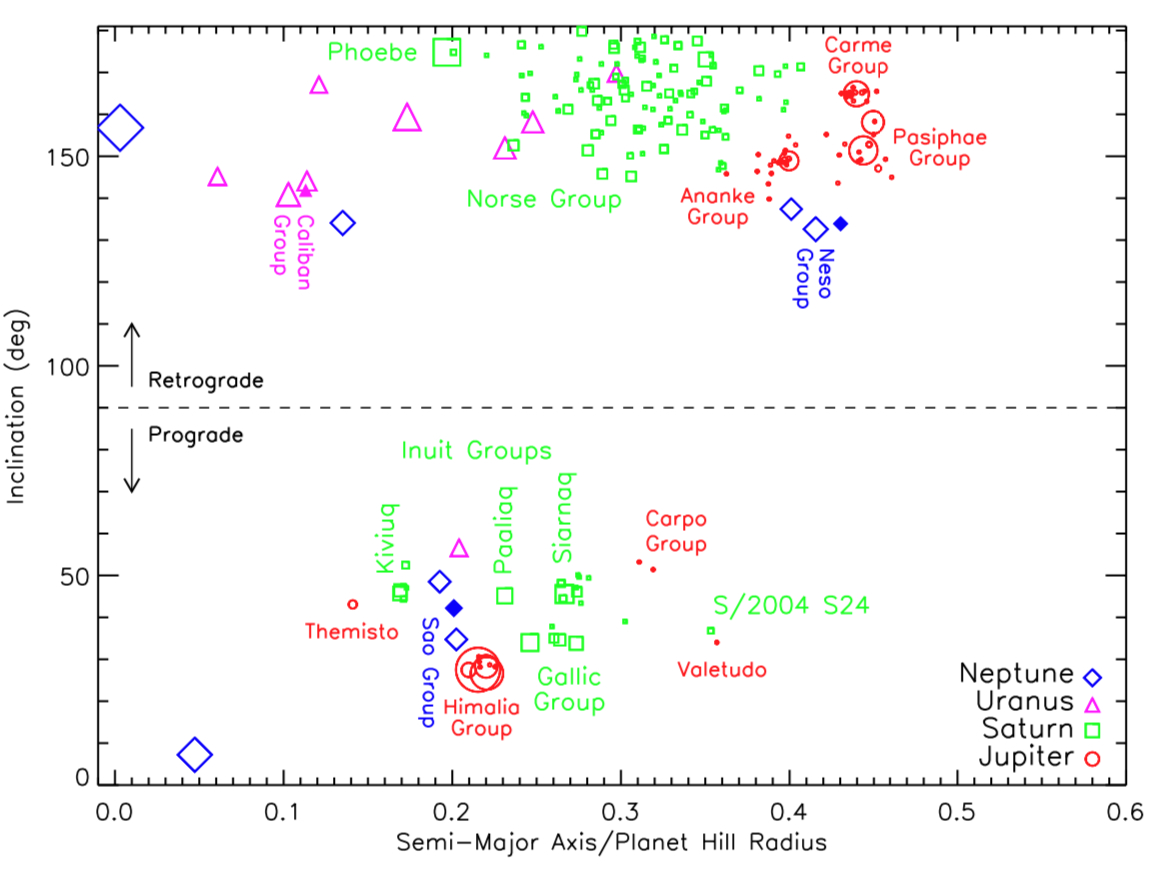
Нерегулярні супутники Юпітера (червоний), Сатурна (зелений), Урана (фіолетовий) і Нептуна (синій; включно з Тритоном). По горизонталі відкладена велика піввісь орбіти (як частка радіуса сфери Гілла), по вертикалі — нахил орбіти від екліптики. Відносні розміри супутників показані розміром їхніх символів.

S/2005 N 5 — нерегулярний супутник Нептуна, оскільки він має віддалену, високо еліптичну й сильно нахилену орбіту. Нерегулярні супутники слабко пов'язані гравітацією Нептуна через їхню велику відстань від планети, тому їхні орбіти часто збурюються гравітацією Сонця та інших планет:2. Це призводить до значних змін орбіт нерегулярних супутників за короткі періоди часу, тому проста кеплерівська еліптична орбіта не може точно описати довгострокові орбітальні рухи нерегулярних супутників. Замість цього для більш точного опису довгострокових орбіт нерегулярних супутників використовують власні елементи орбіти, які розраховуються шляхом усереднення елементів збуреної орбіти протягом тривалого періоду часу:4.
За 800-річний проміжок часу з 1600 до 2400 середня велика піввісь S/2002 N 5 становить 23,4 млн км, середній орбітальний період 8,6 земного року, середній ексцентриситет орбіти 0,43 і середній кут нахилу відносно екліптики 46,3°. Оскільки нахил орбіти S/2002 N 5 становить менше 90°, супутник має проградну орбіту, тобто він обертається в тому ж напрямку, що й орбіта Нептуна навколо Сонця. Через гравітаційні збурення орбітальні елементи S/2002 N 5 коливаються з часом: його велика піввісь може коливатися від 23,3 до 23,6 млн км, ексцентриситет від 0,24 до 0,67, а нахил від 37° до 50°. Орбіта S/2002 N 5 демонструє вузлову прецесію із середнім періодом близько 3100 земних років і апсидальну прецесію із середнім періодом близько 2900 земних років.
S/2002 N 5 належить до групи Сао, скупчення віддалених проградних нерегулярних супутників Нептуна, до складу якого входять Лаомедея та Сао. Супутники групи Сао мають великі півосі між 22 і 24 млн км, ексцентриситети між 0,3 і 0,5 і нахили між 30° і 50°. Як і всі інші групи нерегулярних супутників, група Сао, ймовірно, утворилася в результаті руйнування більшого захопленого супутника Нептуна через зіткнення з астероїдами або кометами, які утворили багато уламків на схожих орбітах навколо Нептуна.

## Фізичні характеристики
S/2002 N 5 дуже тьмяний, він має середню видиму зоряну величину 25,9, тому його можна спостерігати лише за допомогою зображень із довгою експозицією на телескопах із великою апертурою, таких як телескоп Субару. Про фізичні властивості S/2002 N 5 нічого не відомо, окрім його абсолютної зоряної величини 11,2, за якою можна оцінити діаметр супутника. Припускаючи геометричне альбедо в діапазоні 0,04–0,10, що є типовим для більшості нерегулярних супутників, S/2002 N 5 має діаметр 24-38 км.

## Виноски
1. ↑  Діаметр (у км) обчислюється з абсолютної зоряної величини (H) і геометричного альбедо (p) за формулою {\displaystyle D={\frac {1329}{\sqrt {p}}}\times 10^{-0,2H}}[10]. Для H=11,2 і альбедо в діапазоні 0,04–0,10, діапазон діаметрів становить 24-38 км.